# Виљано (Перуђа)
Виљано (итал. Vigliano) је насеље у Италији у округу Перуђа, региону Умбрија.
Према процени из 2011. у насељу је живело 18 становника. Насеље се налази на надморској висини од 256 м.